# Vakvereniging Brandweer Vrijwilligers

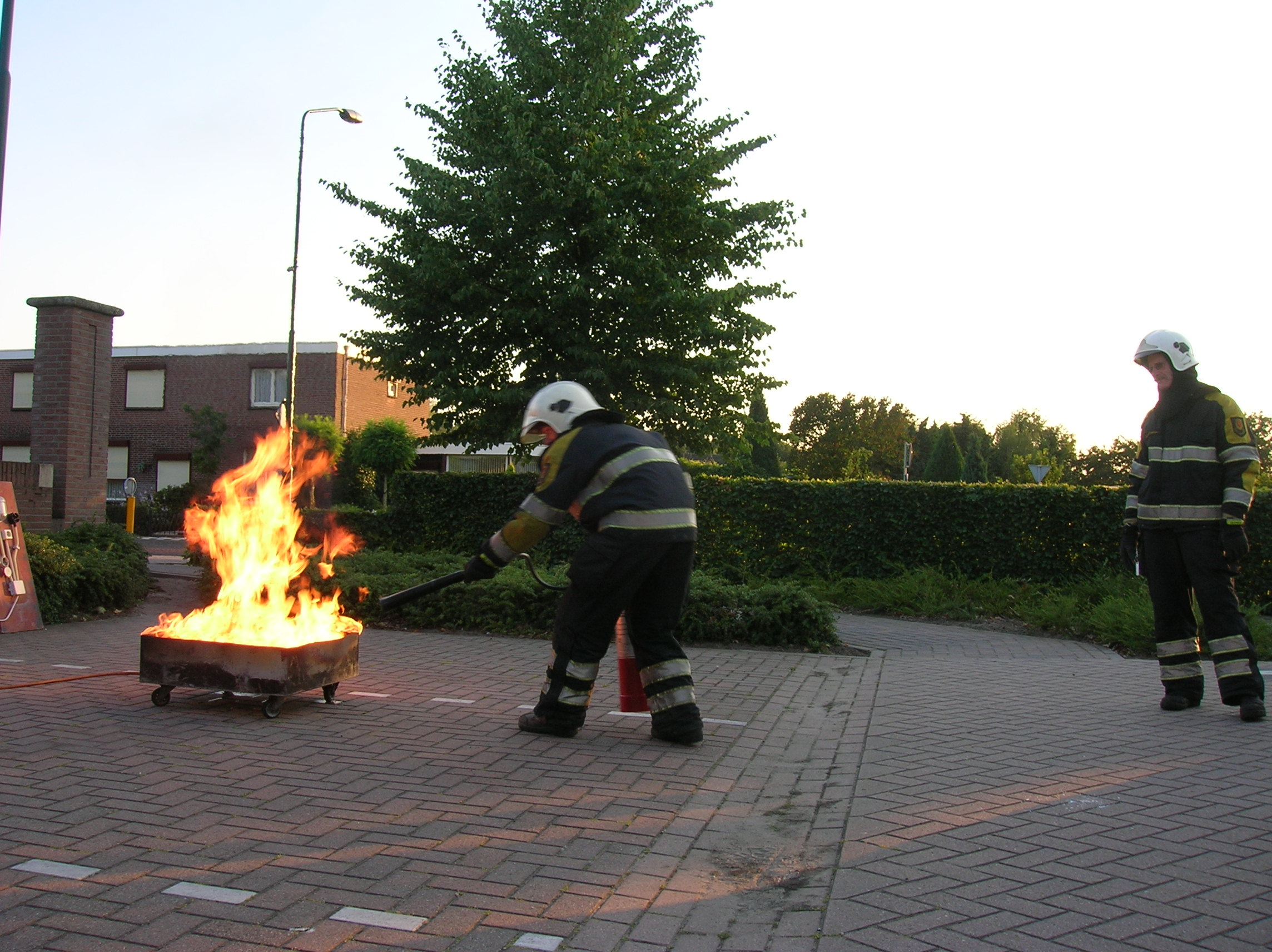
Nederlandse brandweerlieden tijdens een oefening in Sint Anthonis.

De Vakvereniging Brandweer Vrijwilligers of VBV is op 20 december 2007 opgericht om op te treden als belangenbehartiger of vakbond voor de brandweervrijwilligers in Nederland. De doelstelling van deze vereniging is om actief mee te werken aan de ontwikkeling van het brandweervak, de belangen te behartingen van de brandweervrijwilligers op landelijk, regionaal en lokaal niveau en als laatste de brandweervrijwilliger te behouden als belangrijk bijdrage voor de samenleving.

## Erkenning
De VBV wordt erkend door de Tweede Kamer en het Ministerie van Binnenlandse Zaken en Koninkrijksrelaties (BZK) en heeft een startsubsidie gekregen van de Minister van BZK.

## Oorsprong
Hoewel de vrijwillige brandweer in enige vorm al honderden jaren bestaat hebben de vrijwilligers zich nooit verenigd. Door de jaren heen werden relatief weinig eisen gesteld aan de brandweerlieden, diploma's waren vaak niet noodzakelijk. De laatste decennia worden hogere eisen gesteld aan de brandweer, dit wordt nog verder verhoogd in het Besluit Kwaliteit Brandweerpersoneel. Voor de vrijwilliger betekent het dat er nog meer eisen gesteld worden. Opleidingen worden zwaarder en langer, er worden hogere fysieke eisen gesteld en het aantal oefenuren is aan een minimum gebonden. In de praktijk komt het erop neer dat een vrijwilliger vaak minstens twee avonden per week met het brandweerwerk bezig is naast de daadwerkelijke uitrukken.
De brandweer is door de eeuwen heen vooral een lokale aangelegenheid geweest. Door de opkomst van het internet is het voor de vrijwilligers makkelijker geworden om te communiceren met andere brandweerlieden en zich te verenigen.